# Ustawa Sarbanesa-Oxleya

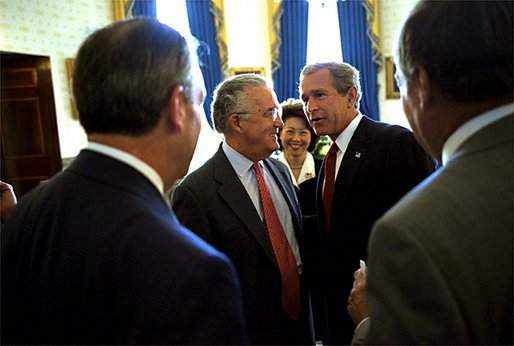
Prezydent George W. Bush podczas spotkania z senatorem Paulem Sarbanesem w Białym Domu przed ceremonią podpisania ustawy 30 lipca 2002 roku

Ustawa Sarbanesa-Oxleya (nazywana też SOX lub SarOx) – uchwalona przez Kongres Stanów Zjednoczonych 30 lipca 2002 roku ustawa regulująca praktyki finansowe i ład korporacyjny.

## Opis
Bezpośredni wpływ na powstanie SOX miały wydarzenia gospodarcze w Stanach Zjednoczonych w latach 2000–2001, w szczególności afera Enronu i WorldComu. Te skandale finansowe na niespotykaną wcześniej skalę spowodowały znaczny spadek zaufania inwestorów do rynków finansowych oraz kluczowych podmiotów na nich operujących: doradców inwestycyjnych, audytorów, notowanych spółek (a dokładniej ich zarządów).
SOX znacznie zaostrza wymogi niezależności wobec kluczowych graczy na rynku finansowym oraz podnosi na bardzo wysoki poziom wymagania w zakresie efektywności kontroli wewnętrznej podmiotów zarejestrowanych w United States Securities and Exchange Commission (SEC).
Ustawa Sarbanesa-Oxleya obejmuje jedenaście rozdziałów. Wprowadza wymóg dodatkowych ujawnień dokonywanych przez zarząd, dotyczących efektywności systemu kontroli wewnętrznej. Nakłada obowiązek kontroli jakości usług audytorskich, dodatkowe sankcje (finansowe i karne) dla władz spółek w przypadku wykrycia błędów w sprawozdaniach finansowych oraz wprowadza bezwzględny wymóg niezależności audytora. Na mocy ustawy wprowadzono także nowy organ regulujący obszar audytu – Rada Nadzoru nad Rachunkowością Spółek Publicznych (Public Company Accounting Oversight Board – PCAOB), którego zadaniem jest ustanawianie standardów księgowych i audytorskich. Wynikiem jego działania ma być też kontrola firm audytorskich, czego celem jest wyeliminowanie sytuacji, w których audytorzy nie informują o nieprawidłowościach, zafałszowaniach w bilansach i sprawozdaniach finansowych, jak miało to miejsce np. w aferze Enronu. Co więcej, kadra kierownicza jest zobowiązana do poświadczania zgodności raportów finansowych i ujawniania istotnych informacji dla inwestorów.
Ustawa miała na celu odbudowanie zaufania inwestorów do rynków finansowych, zarządów spółek notowanych na giełdzie, agencji audytorskich oraz doradców finansowych, poprzez poprawę jakości i wiarygodności sprawozdawczości finansowej, a także zwiększenie odpowiedzialności audytorów i zarządów, podniesienie efektywności kontroli wewnętrznej i zaostrzenie wymagań przejrzystości kluczowych graczy na rynkach finansowych. Zdaniem jej krytyków doprowadziła jednak do znaczącego zwiększenia kosztów prowadzenia działalności gospodarczej bez znaczącego obniżenia ryzyka oszustw ze strony kadry zarządzającej przedsiębiorstw. Zwiększyła także koszty pierwszej oferty publicznej i pozostawania spółek na rynku publicznym.